# Jordils (métro de Lausanne)
Jordils est une station de métro de la ligne M2 du métro de Lausanne, située entre l'avenue des Jordils et la rue des Fontenailles dans le quartier Sous-Gare/Ouchy, à Lausanne, capitale du canton de Vaud. Elle dessert notamment la partie centrale du quartier et est à mi-chemin de la promenade de la Ficelle, construite au dessus des voies du métro.
Mise en service en 1898 pour le Lausanne-Ouchy, elle ferme en 2006 pour permettre sa reconstruction en métro sur pneus automatique et rouvre en 2008. La station actuelle a été conçue par le cabinet d'architecte CCHE Architectes.
C'est une station, équipée d'un ascenseur, qui est accessible aux personnes à mobilité réduite.

## Situation sur le réseau
Établie à 392 mètres d'altitude, la station Jordils est établie au point kilométrique (PK) 0,309 de la ligne M2 du métro de Lausanne, entre les stations Ouchy-Olympique (terminus) et Délices (direction Croisettes).

## Histoire
La première gare des Jordils est mise en service en 1898 par la compagnie du Lausanne-Ouchy, qui décide de rajouter une station intermédiaire à la ligne. Après avoir été modernisée dans les années 1950 et transformée en chemin de fer à crémaillère, la ligne est fermée le 22 janvier 2006 pour permettre la construction du M2. La station rouvre le 27 octobre 2008, lors de l'ouverture à l'exploitation de la ligne. Son nom a pour origine l'avenue des Jordils où elle se situe. Elle est réalisée par le cabinet d'architecture CCHE Architectes, qui a dessiné une station dont les accès latéraux sont vitrés et font entrer la lumière naturelle.
En 2012, elle était la douzième station la plus fréquentée de la ligne, avec 461 000 voyageurs ayant transité par la station, et l'une des moins fréquentées avec Vennes et Fourmi.

## Service des voyageurs

### Accès et accueil
La station est construite en souterrain peu profond sous la promenade de la Ficelle. Elle est accessible soit par une rampe placée à l'ouest de la station et accessible depuis l'avenue des Jordils ou la rue des Fontenailles, soit par un escalier côté est accessible depuis l'avenue, complété par un ascenseur. La station ne dispose pas d'escaliers mécaniques et est accessible aux personnes à mobilité réduite. Elle dispose de deux quais, équipés de portes palières, encadrant les deux voies.
Du temps du Lausanne-Ouchy (LO), la station — qui était alors en tranchée ouverte — était équipée de portes automatiques à la sortie de la zone d'attente, permettant ainsi aux voyageurs sortant de la rame de pouvoir la quitter et de libérer le quai avant que les voyageurs souhaitant y accéder le peuvent, ces derniers étaient alors protégés par un abri durant ce laps de temps, les portes s'ouvraient peu après l'arrivée de la rame.

### Desserte
La station Jordils est desservie tous les jours de la semaine, la ligne fonctionnant de 5 h 15 à 0 h 45 du matin (1 h du matin les vendredis et samedis soir) environ, par l'ensemble des circulations qui parcourent l'intégralité de la ligne. Les fréquences varient entre 4 et 7,5 minutes selon le jour de la semaine,. La station est fermée en dehors des heures de service de la ligne.

### Intermodalité
Des correspondances sont possibles à distance avec la ligne de trolleybus des TL 2.